# Merdschen Ischangulyjewa
Merdschen Ischangulyjewa (russisch Мерджен Ишангулыева, engl. Transkription Merjen Ishangulyyeva; * 21. Januar 1988) ist eine kasachische Hürdenläuferin turkmenischer Herkunft, die sich auf die 400-Meter-Distanz spezialisiert.

## Sportliche Laufbahn
Erste Erfahrungen bei internationalen Meisterschaften sammelte Merdschen Ischangulyjewa bei den Weltmeisterschaften 2009 in Berlin, bei denen sie für Turkmenistan über 400 m Hürden in der ersten Runde ausschied. 2017 wurde sie bei den Asienmeisterschaften in Bhubaneswar in 58,51 s Vierte im Hürdenlauf und in 3:37,95 auch mit der Staffel. 2018 erfolgte die Teilnahme an den Asienspielen in Jakarta, bei denen sie mit 59,32 s in der ersten Runde ausschied.
2011 wurde Ischangulyjewa Turkmenische Meisterin über 1500 Meter im Freien und in der Halle. Für Kasachstan 2015 und 2017 über 400 Meter Hürden sowie 2015 auch mit der 4-mal-400-Meter-Staffel und 2017 im 400-Meter-Lauf.

## Persönliche Bestzeiten
- 400 Meter: 54,50 s, 12. Juni 2017 in Almaty
  - 400 Meter (Halle): 55,62 s, 31. Januar 2016 in Öskemen
- 1500 Meter: 4:42,6 min, 20. Mai 2011 in Aşgabat
  - 1500 Meter (Halle): 4:47,5 min, 5. Februar 2011 in Aşgabat (Turkmenischer Rekord)
- 400 m Hürden: 57,72 s, 13. Juni 2017 in Almaty